# La Moto qui tue
Pour plus de détails, voir Fiche technique et Distribution.
La Moto qui tue (titre alternatif L’Échappatoire) est un film français réalisé par Claude Patin et sorti en 1977.

## Synopsis
Valérie, une jeune et farouche militante féministe, est en révolte contre (presque) tout et tous : la société, sa famille et ses soupirants à l’exception de son voisin, le jeune Gérald, qui, lui, est plutôt amoureux de sa moto...

## Fiche technique
- Titre : La Moto qui tue (titre alternatif : L'Échappatoire)
- Réalisation : Claude Patin
- Scénario : Claude Patin
- Musique : Joëlle Piriac
- Photographie : Claude Cassard
- Son : Jean Grinvalds
- Conseil technique : Marc Simenon
- Montage : Jean Hamon
- Pays de production :  France
- Format : couleur — Son monophonique — 35 mm
- Genre : drame
- Durée : 85 minutes
- Date de sortie : France : 1977

## Distribution
- Michèle Bertrand : Valérie
- Mylène Demongeot : Élisabeth
- Christian Baltauss : Gérald
- Guy Di Rigo : Jacques
- Mova Person : Marina
- Bertrand De Hautefort : David
- Gérard Lavreau : Jean-Louis
- Claude Ogé : Édouard
- Marie-Christine Carliez : Marie-Christine